# Катаріна Менц
Катаріна Менц (8 жовтня 1990 , Бакнанг, Баден-Вюртемберг ) — німецька дзюдоїстка, бронзова призерка Олімпійських ігор 2020 року, призерка чемпіонатів світу та Європи.

## Спортивні результати на міжнародних змаганнях

### Виступи на Олімпіадах
| Змагання                    | Місце проведення | Вагова категорія | Місце       |
| --------------------------- | ---------------- | ---------------- | ----------- |
| Літні Олімпійські ігри 2020 | Токіо, Японія    | до 48 кг         | 1/16 фіналу |
| Літні Олімпійські ігри 2020 | Токіо, Японія    | змішана команда  | Бронза      |

### Виступи на Чемпіонатах світу
| Змагання                     | Місце проведення    | Вагова категорія | Місце       |
| ---------------------------- | ------------------- | ---------------- | ----------- |
| Чемпіонат світу з дзюдо 2017 | Будапешт, Угорщина  | до 48 кг         | 1/16 фіналу |
| Чемпіонат світу з дзюдо 2019 | Токіо, Японія       | до 48 кг         | 1/16 фіналу |
| Чемпіонат світу з дзюдо 2022 | Ташкент, Узбекистан | до 48 кг         | Срібло      |

### Виступи на Чемпіонатах Європи
| Змагання                      | Місце проведення   | Вагова категорія | Місце       |
| ----------------------------- | ------------------ | ---------------- | ----------- |
| Чемпіонат Європи з дзюдо 2018 | Тель-Авів, Ізраїль | до 48 кг         | 1/16 фіналу |
| Чемпіонат Європи з дзюдо 2019 | Мінськ, Білорусь   | до 48 кг         | 1/16 фіналу |
| Чемпіонат Європи з дзюдо 2020 | Прага, Чехія       | до 48 кг         | Бронза      |